# 长安右门
长安右门，又称西长安门，位于今北京市西城区西长安街上，是北京皇城城门之一，与长安左门相对，现已无存，原址为现地铁天安门西站。

## 简介
长安右门原址在天安门前西侧，今中山公园（社稷坛）南门前的西南方，与长安左门东西相对，是皇城通往内城西部的通道之一。长安街即因长安左门和长安右门而得名，取长治久安之意。
长安左门、长安右门建于明朝永乐十八年（1420年），规格相同，均是三阙、券门、汉白玉门槛、黄琉璃瓦单层歇山顶、红墙，基础是汉白玉须弥座。明清时期，每年秋季，皇帝诏令三法司会同王侯、大学士、九卿等，在天安门前的西千步廊旁边“秋审”；每年霜降前，又在这里举行“朝审”。“秋审”是自东至西横列数十张大八仙桌，桌子铺红毯，判官面北端坐，审理囚犯判文，呈给皇帝，皇帝用红笔一勾，该犯即被判死刑。“朝审”是委派兵丁，将刑部监狱里的死囚提押到长安右门下车，从长安右门的南门洞走入，一字形跪在“朝审”公案桌前听候审讯。每年冬至清早，所有死刑犯被押入囚车赴刑场砍头。明朝是押送到西四牌楼，清朝则是押送到菜市口。所以，囚犯一旦被押入长安右门就如同进入“虎口”，凶多吉少。人们乃将长安右门称为“虎门”，或称“白虎门”，以附“左青龙、右白虎”之意，而长安左门则被称为“龙门”。
明清时期，在长安左门和长安右门外各立有一块下马碑，一人多高，碑上刻有“官员人等，到此下马”八个字，并有禁军站岗。文武百官上朝时，均须在门外下马下轿，步行进长安左门、长安右门，经天街（即天安门前、长安左右门之间的长安街），过金水桥，进承天门（清朝顺治八年即1651年改建后称天安门），入午门，到紫禁城内上朝。
长安左门、长安右门的形制与大清门（后更名中华门）略同，此二门南各与千步廊东西两端相接，构成封闭的“T”形广场，禁民通行。
中华民国成立后，为便利通行，1912年12月将长安左、右门的汉白玉门槛拆除；1913年1月1日长安街正式通行。中华人民共和国成立后，1952年8月，长安左、右门被全部拆除。